# Jeanny Marc
Jeanny Marc-Mathiasin, née le 2 décembre 1950, est une femme politique française.

## Biographie
Son parcours politique débute dans sa commune natale de Deshaies où elle est successivement conseillère municipale, adjointe au maire puis maire, mandat qu'elle conquiert en juin 1995 et qu'elle détient toujours. Au niveau départemental, elle est élue conseillère générale dans le canton de Sainte-Rose-2 en 2001 et le restera jusqu'en 2007. Durant cette période, elle est aussi vice-présidente du conseil général.
Retraitée de l'enseignement, elle est candidate à la députation dans la 3e circonscription de la Guadeloupe et est élue le 16 juin 2007 pour la XIIIe législature. À l'Assemblée nationale, elle fait partie du groupe SRC en tant qu'apparentée. En tant qu'élue GUSR, elle est rattachée au Parti radical de gauche.
Dans le cadre de la primaire socialiste de 2011, elle accorde son soutien à Jean-Michel Baylet.
Candidate à sa réélection en 2012, elle est cependant battue dès le premier tour avec 24,52% des suffrages contre 24,67% pour Max Mathiasin et 40,81% pour Ary Chalus.
De 2015 à 2021, elle est conseillère départementale de la Guadeloupe, élue dans le canton de Sainte-Rose-1.

## Détail des fonctions et des mandats

### Mandat parlementaire
- 20 juin 2007 - 19 juin 2012 : députée de la 3e circonscription de la Guadeloupe

### Mandats départementaux
- 19 mars 2001 - 9 juillet 2007 : conseillère générale du canton de Sainte-Rose-2
- 1er mars 2001 - 9 juillet 2007 : vice-présidente du conseil général de la Guadeloupe
- 29 mars 2015 - 27 juin 2021 : conseillère départementale du canton de Sainte-Rose-1

### Mandats locaux
- 14 mars 1977 - 13 mars 1983 : membre du conseil municipal de Deshaies
- 1er octobre 1985 - 1er mars 1995 : adjointe au maire de Deshaies
- 25 juin 1995 - en cours : maire de Deshaies
- Membre de la communauté de communes du Nord Basse Terre

## Distinctions
- Chevalier de la Légion d'honneur (2017)[2]